# René Pijnen
Marinus Augustinus Josephus „René” Pijnen (ur. 3 września 1946 w Woensdrecht) – holenderski kolarz torowy i szosowy, mistrz olimpijski, brązowy medalista szosowych mistrzostw świata oraz trzykrotny medalista torowych mistrzostw świata.

## Kariera
Pierwszy sukces w karierze René Pijnen osiągnął w 1967 roku, kiedy zdobył brązowy medal w wyścigu ze startu wspólnego podczas szosowych mistrzostw świata w Heerlen. W zawodach tych wyprzedzili go jedynie Graham Webb z Wielkiej Brytanii oraz Francuz Claude Guyot. Rok później Pijnen wystartował na igrzyskach olimpijskich w Meksyku, gdzie wspólnie z Joopem Zoetemelkiem, Janem Krekelsem i Fedorem den Hertogiem zdobył złoty medal w drużynowej jeździe na czas. Na tych samych igrzyskach zajął również piąte miejsce w wyścigu ze startu wspólnego. Pięć lat później, podczas torowych mistrzostw świata w San Sebastián Holender zdobył srebrny medal w indywidualnym wyścigu na dochodzenie zawodowców, ulegając jedynie Brytyjczykowi Hugh Porterowi. W tej samej konkurencji zdobył brązowy medal na rozgrywanych w 1974 roku mistrzostwach w Montrealu – lepsi od niego okazali się jego rodak Roy Schuiten oraz Belg Ferdinand Bracke. Ostatni medal Pijnen wywalczył na mistrzostwach świata w Monachium w 1978 roku, gdzie zwyciężył w derny, zostając równocześnie pierwszym mistrzem świata w tej konkurencji. Wielokrotnie stawał na podium zawodów cyklu Six Days, kilkakrotnie zdobywał medale torowych mistrzostw Holandii. Startował ponadto w wyścigach szosowych, zajmując między innymi drugie miejsce w klasyfikacji generalnej Paryż-Tours i trzecie w Tour de Luxembourg w 1970 roku, a także trzecie miejsce w wyścigu Dookoła Belgii w 1973 roku.